# Моноцитоз
Моноцитоз — збільшення кількості моноцитів, які циркулюють в крові. Моноцити — це білі кров'яні тільця, які дають початок макрофагам і дендритним клітинам в імунній системі.
У людей моноцитоз виникає, коли спостерігається стійке зростання кількості моноцитів понад 800/мм3-1000/мм3.
Моноцитоз іноді називають мононуклеозом, але ця назва зазвичай зарезервована спеціально для інфекційного мононуклеозу.

## Причини
Моноцитоз часто виникає при хронічному запаленні. Захворювання, які виробляють такий хронічний запальний стан: 
- Інфекції: туберкульоз, бруцельоз, лістеріоз, підгострий бактеріальний ендокардит, сифіліс, вірусні хвороби, протозойні хвороби, рикетсіозів, кала-азар, малярія, плямиста гарячка Скелястих Гір тощо.
- Причини з боку крові та імунітету: хронічна нейтропенія та мієлопроліферативні розлади.
- Автоімунні захворювання та васкуліти : системний червоний вовчак, ревматоїдний артрит та запальні захворювання товстої кишки.
- Злоякісні новоутворення: лімфогранульоматоз та певні лейкемії, такі як хронічний мієломоноцитарний лейкоз (CMML) і моноцитарний лейкоз.
- Фаза одужання після нейтропенії або гострої інфекції.
- Ожиріння (див. Нагаредді та ін. (2014), клітинний метаболізм, том. 19, стор. 821—835)
- Різні причини: саркоїдоз, хвороба накопичення ліпідів і дефіцит ZNFX1.

Під час цих стадій екстремального запалення моноцитоз може пошкодити тканини, оскільки він збільшує активацію імунної відповіді та запобігає спаду запалення, що спостерігається у випадках, коли виникає сепсис.

## Діагностика
- Клінічний аналіз крові (нормальний діапазон моноцитів: 1-10 %) (Нормальний діапазон у чоловіків: 0,2-0,8 x 103 / мікролітр)
- Перевірка аналізу крові на моноцитоз (аномальні діапазони: >10 %) (Аномальний діапазон у чоловіків: >0,8 x 103/мкл)